# بنجامين ك. فيلبس
بنجامين ك. فيلبس (بالإنجليزية: Benjamin K. Phelps)‏ هو محامي أمريكي، ولد في 16 سبتمبر 1832، وتوفي في 30 ديسمبر 1880.